# A Groove Adventure Rave dalainak listája
Ez a lista Masima Hiro The Groove Adventure Rave című mangája alapján készült animesorozat nyitó- és záródalait, valamint betétdalait sorolja fel. Az animesorozat zenéjét Kavai Kendzsi komponálta, amelyet négy CD-n jelentetett meg a King Records. Az első lemez 2002. február 28-án jelent meg Rave The Song & Story (RAVE THE SONG & STORY) címen és 19 számot tartalmaz. A második lemez a Rave Vocal & Soundtrack II – All Need is Rave (RAVE ボーカル&サウンドトラックII All need is RAVE) címet viseli és 2002. május 22-én jelent meg 37 számmal. A harmadik lemez Rave Original Soundtrack III – Music Side (RAVE オリジナルサウンドトラック III「MUSIC SIDE」) címmel 2002. augusztus 22-én jelent meg 26 számmal, míg a negyedik lemez Rave Drama & Character Song – Variety Side (RAVE ドラマ&キャラクターソング 「VARIETY SIDE」) címen jelent meg 2002. október 23-án, 15 számmal. A Geneon szintén kiadott egy, a japán zenei anyagon alapuló CD-t az angol nyelvű változathoz Rave Master: Music Side címmel 2004. június 8-án. A lemezen 26 szám található összesen 60 percben.
Az animében négy témazene, két nyitó- és két zárótéma volt hallható. Az 1-25. epizódig terjedő első évadban a nyitótéma a Butterfly Kiss című szám volt, míg a zárófőcím alatt a Kohaku no jurikago (琥珀の揺りかご; Hepburn: Kohaku no yurikago) volt hallható. Mindkét dalt Jonekura Csihiro adta elő, a dalok közös kislemezen jelentek meg 2001. október 31-én a King Records kiadásában. A második évadban Kumoko Higher and Higher című dala volt a nyitótéma, míg a zárótéma a Hikouszen (飛行船; Hepburn: Hikousen) volt, szintén Kumoko előadásában. A két dalt szintén közös kislemezen jelentette meg a King Records 2002. április 27-én. Az angol nyelvű változat teljesen új nyitó- és zárótémát kapott. A főcím alatt a Reel Big Fish Rave-o-lution, míg a zárófőcím alatt Jennifer Paige The Power of Destiny című száma volt hallható.

## Dallista

### Nyitódalok
1. Butterfly Kiss: előadója Jonekura Csihiro, az 1-től a 25. epizódig hallható.
2. Higher and Higher: előadója Kumoko, a 26-tól az 51. epizódig hallható.
Amerikai változat: Rave-o-lution: előadója Reel Big Fish, az 1-től az 51. epizódig hallható.

### Záródalok
1. Kohaku no jurikago (琥珀の揺りかご; Hepburn: Kohaku no yurikago): előadója Jonekura Csihiro, az 1-től a 25. epizódig hallható.
2. Hikouszen (飛行船; Hepburn: Hikousen): előadója Kumoko, a 26-tól az 51. epizódig hallható.
Amerikai változat: The Power of Destiny: előadója Jennifer Paige, az 1-től az 51. epizódig hallható.

### Zenei lemezek

#### Rave The Song & Story
| Rave The Song & Story dallista | Rave The Song & Story dallista | Rave The Song & Story dallista | Rave The Song & Story dallista | Rave The Song & Story dallista | Rave The Song & Story dallista | Rave The Song & Story dallista | Rave The Song & Story dallista | Rave The Song & Story dallista | Rave The Song & Story dallista |
| #                              | Cím | Hossz                          |                                |                                |                                |                                |                                |                                |                                |
| ------------------------------ | --- | ------------------------------ | ------------------------------ | ------------------------------ | ------------------------------ | ------------------------------ | ------------------------------ | ------------------------------ | ------------------------------ |
| 1.                             | Butterfly Kiss (előadó: Jonekura Csihiro) | 4:19                           |                                |                                |                                |                                |                                |                                |                                |
| 2.                             | The Overdrive | 2:37                           |                                |                                |                                |                                |                                |                                |                                |
| 3.                             | The Story – Prologue – Genma gaisucu simasita (The Story〜プロローグ・ゲンマ外出しました〜; The Story – Purorógu – Genma gaisucu simasita; Hepburn: The Story – Purorōgu – Genma gaishutsu shimashita) | 0:49                           |                                |                                |                                |                                |                                |                                |                                |
| 4.                             | Haru – Szentó (ハル・戦闘; Hepburn: Haru: Sentō) | 3:20                           |                                |                                |                                |                                |                                |                                |                                |
| 5.                             | The Song – Griffon Kató no zange (The Song「グリフォン加藤のざんげ」; The Song – Gurifon Kató no zange; Hepburn: The Song – Gurifon Katō no zange) (előadó: Siga Kacuja)                               | 0:59                           |                                |                                |                                |                                |                                |                                |                                |
| 6.                             | Shuda – Szenszei kógeki (シユダ・先制攻撃; Hepburn: Shuda: Sensei kōgeki) | 3:14                           |                                |                                |                                |                                |                                |                                |                                |
| 7.                             | The Story – Kaiten itasimasita (The Story〜開店いたしました〜; Hepburn: The Story – Kaiten itashimashita)                                                                                              | 2:56                           |                                |                                |                                |                                |                                |                                |                                |
| 8.                             | Musica – Gjakusú (ムジカ・逆襲; Muszika: Gjakusú; Hepburn: Musika: Gyakushū) | 3:07                           |                                |                                |                                |                                |                                |                                |                                |
| 9.                             | The Song – Plue no genkaku (The Song「ブルーの幻覚」; The Song – Purú no genkaku; Hepburn: The Song – Purū no genkaku) (előadó: Okano Hirosi Kai)                                                      | 2:16                           |                                |                                |                                |                                |                                |                                |                                |
| 10.                            | Sieg Hart – Tórai (ジークハルト・到来; Dzsíku Haruto: Tórai; Hepburn: Jīku Haruto: Tōrai) | 2:22                           |                                |                                |                                |                                |                                |                                |                                |
| 11.                            | The Story – Tennai ni de, jottemaszu (The Story〜店内にて,酔ってます〜; Hepburn: Story – Tennai ni de, yottemasu)                                                                                      | 4:13                           |                                |                                |                                |                                |                                |                                |                                |
| 12.                            | D.C (Demon Card) (D.C(デーモンカード); D.C (Démon Kádo); Hepburn: D.C (Dēmon Kādo)) | 1:31                           |                                |                                |                                |                                |                                |                                |                                |
| 13.                            | Shiba – Kako (シバ・過去; Hepburn: Shiba: Kako) | 3:24                           |                                |                                |                                |                                |                                |                                |                                |
| 14.                            | The Story – Mó szótó ni, jottemaszu (The Story〜もう相当に,酔ってます〜; Hepburn: The Story – Mō sōtō ni, yottemasu)                                                                                   | 6:03                           |                                |                                |                                |                                |                                |                                |                                |
| 15.                            | Irari – Szakurecu (怒り・炸裂; Hepburn: Irari – Sakuretsu) | 3:38                           |                                |                                |                                |                                |                                |                                |                                |
| 16.                            | Ando (安堵) | 2:22                           |                                |                                |                                |                                |                                |                                |                                |
| 17.                            | Kohaku no jurikago (琥珀の揺りかご; Hepburn: Kohaku no yurikago) (előadó: Jonekura Csihiro) | 4:40                           |                                |                                |                                |                                |                                |                                |                                |
| 18.                            | The Story – Epilogue – Genma modorimasita (The Story〜エピローグ・ゲンマ戻りました〜; The Story – Epirógu – Genma modorimasita; Hepburn: The Story – Epirōgu – Genma modorimasita)                     | 1:39                           |                                |                                |                                |                                |                                |                                |                                |
| 19.                            | The Song – Kireta hi (The Song「キレタ日」) (előadó: Okano Hirosi Kai) | 0:54                           |                                |                                |                                |                                |                                |                                |                                |
| 54:23                          | |                                |                                |                                |                                |                                |                                |                                |                                |

#### Rave Vocal & Soundtrack II – All Need is Rave
| Rave Vocal & Soundtrack II – All Need is Rave dallista | Rave Vocal & Soundtrack II – All Need is Rave dallista                                                | Rave Vocal & Soundtrack II – All Need is Rave dallista | Rave Vocal & Soundtrack II – All Need is Rave dallista | Rave Vocal & Soundtrack II – All Need is Rave dallista | Rave Vocal & Soundtrack II – All Need is Rave dallista | Rave Vocal & Soundtrack II – All Need is Rave dallista | Rave Vocal & Soundtrack II – All Need is Rave dallista | Rave Vocal & Soundtrack II – All Need is Rave dallista | Rave Vocal & Soundtrack II – All Need is Rave dallista |
| #                                                      | Cím                                                                                                   | Hossz                                                  |                                                        |                                                        |                                                        |                                                        |                                                        |                                                        |                                                        |
| ------------------------------------------------------ | --- | ------------------------------------------------------ | ------------------------------------------------------ | ------------------------------------------------------ | ------------------------------------------------------ | ------------------------------------------------------ | ------------------------------------------------------ | ------------------------------------------------------ | ------------------------------------------------------ |
| 1.                                                     | Bóken no hate (冒険の果て; Hepburn: Bōken no hate) (előadó: Szeki Tomokazu)                           | 5:03                                                   |                                                        |                                                        |                                                        |                                                        |                                                        |                                                        |                                                        |
| 2.                                                     | Together (előadó: Kavaszumi Ajako)                                                                    | 6:44                                                   |                                                        |                                                        |                                                        |                                                        |                                                        |                                                        |                                                        |
| 3.                                                     | Overdrive                                                                                             | 2:30                                                   |                                                        |                                                        |                                                        |                                                        |                                                        |                                                        |                                                        |
| 4.                                                     | Prolugue (プロローグ; Purorōgu; Hepburn: Purorógu)                                                    | 0:10                                                   |                                                        |                                                        |                                                        |                                                        |                                                        |                                                        |                                                        |
| 5.                                                     | Ankoku no jami (暗黒の闇; Hepburn: Ankoku no yami)                                                    | 1:33                                                   |                                                        |                                                        |                                                        |                                                        |                                                        |                                                        |                                                        |
| 6.                                                     | It’s Fine!                                                                                            | 1:07                                                   |                                                        |                                                        |                                                        |                                                        |                                                        |                                                        |                                                        |
| 7.                                                     | Kinpaku (緊迫)                                                                                        | 1:14                                                   |                                                        |                                                        |                                                        |                                                        |                                                        |                                                        |                                                        |
| 8.                                                     | Bukimi na kage (不気味な影)                                                                           | 2:14                                                   |                                                        |                                                        |                                                        |                                                        |                                                        |                                                        |                                                        |
| 9.                                                     | TCM (Ten Commandments)                                                                                | 1:53                                                   |                                                        |                                                        |                                                        |                                                        |                                                        |                                                        |                                                        |
| 10.                                                    | Plue no genkaku (ブルーの幻覚; Purú no genkaku; Hepburn: Purū no Genkaku)                             | 2:07                                                   |                                                        |                                                        |                                                        |                                                        |                                                        |                                                        |                                                        |
| 11.                                                    | Shiruba Rizumu (シルバリズム)                                                                         | 1:27                                                   |                                                        |                                                        |                                                        |                                                        |                                                        |                                                        |                                                        |
| 12.                                                    | Hip Hop Town                                                                                          | 1:07                                                   |                                                        |                                                        |                                                        |                                                        |                                                        |                                                        |                                                        |
| 13.                                                    | Kajino (カジノ)                                                                                       | 1:13                                                   |                                                        |                                                        |                                                        |                                                        |                                                        |                                                        |                                                        |
| 14.                                                    | Inbó (陰謀; Hepburn: Inbō)                                                                            | 1:13                                                   |                                                        |                                                        |                                                        |                                                        |                                                        |                                                        |                                                        |
| 15.                                                    | Dog Racing (ドッグレース; Doggu Részu; Hepburn: Doggu Rēsu)                                           | 1:37                                                   |                                                        |                                                        |                                                        |                                                        |                                                        |                                                        |                                                        |
| 16.                                                    | Daigjakuten (大逆転; Hepburn: Daigyakuten)                                                            | 1:27                                                   |                                                        |                                                        |                                                        |                                                        |                                                        |                                                        |                                                        |
| 17.                                                    | Szenricu no kanade (戦慄の奏で; Hepburn: Senritsu no kanade)                                          | 1:36                                                   |                                                        |                                                        |                                                        |                                                        |                                                        |                                                        |                                                        |
| 18.                                                    | Be continue…                                                                                          | 0:48                                                   |                                                        |                                                        |                                                        |                                                        |                                                        |                                                        |                                                        |
| 19.                                                    | Eye Catch A                                                                                           | 0:08                                                   |                                                        |                                                        |                                                        |                                                        |                                                        |                                                        |                                                        |
| 20.                                                    | Plue no… (プルーの…; Purú no…; Hepburn: Purū no…)                                                     | 1:17                                                   |                                                        |                                                        |                                                        |                                                        |                                                        |                                                        |                                                        |
| 21.                                                    | Eye Catch B                                                                                           | 0:07                                                   |                                                        |                                                        |                                                        |                                                        |                                                        |                                                        |                                                        |
| 22.                                                    | It’s Fine, Too!!                                                                                      | 0:50                                                   |                                                        |                                                        |                                                        |                                                        |                                                        |                                                        |                                                        |
| 23.                                                    | Requiem (レクイエム; Rekuiemu)                                                                        | 1:56                                                   |                                                        |                                                        |                                                        |                                                        |                                                        |                                                        |                                                        |
| 24.                                                    | Taiszecu na mono (大切なもの; Hepburn: Taisetsu na mono)                                              | 1:47                                                   |                                                        |                                                        |                                                        |                                                        |                                                        |                                                        |                                                        |
| 25.                                                    | Mae e (前へ)                                                                                          | 1:47                                                   |                                                        |                                                        |                                                        |                                                        |                                                        |                                                        |                                                        |
| 26.                                                    | Ando (安堵)                                                                                           | 2:22                                                   |                                                        |                                                        |                                                        |                                                        |                                                        |                                                        |                                                        |
| 27.                                                    | Griffon Kató no zange (グリフォン加藤のざんげ; Gurifon Kató no zange; Hepburn: Gurifon Katō no zange) | 0:57                                                   |                                                        |                                                        |                                                        |                                                        |                                                        |                                                        |                                                        |
| 28.                                                    | Let’s Dance!!                                                                                         | 1:25                                                   |                                                        |                                                        |                                                        |                                                        |                                                        |                                                        |                                                        |
| 29.                                                    | Mysterious (ミステリアス; Miszuteriaszu; Hepburn: Misuteriasu)                                        | 1:21                                                   |                                                        |                                                        |                                                        |                                                        |                                                        |                                                        |                                                        |
| 30.                                                    | Ikari no góka (怒りの業火; Hepburn: Ikari no gōka)                                                    | 1:37                                                   |                                                        |                                                        |                                                        |                                                        |                                                        |                                                        |                                                        |
| 31.                                                    | Kóbó (攻防; Hepburn: Kōbō)                                                                            | 1:39                                                   |                                                        |                                                        |                                                        |                                                        |                                                        |                                                        |                                                        |
| 32.                                                    | Reikoku no manazasi (冷酷のまなざし; Hepburn: Reikoku no manazashi)                                   | 1:17                                                   |                                                        |                                                        |                                                        |                                                        |                                                        |                                                        |                                                        |
| 33.                                                    | Anun (暗雲)                                                                                           | 1:00                                                   |                                                        |                                                        |                                                        |                                                        |                                                        |                                                        |                                                        |
| 34.                                                    | Exopurion (エクスプロージョン; Ekuszupuródzson; Hepburn: Ekusupurōjon)                                | 2:00                                                   |                                                        |                                                        |                                                        |                                                        |                                                        |                                                        |                                                        |
| 35.                                                    | Epilogue (エピローグ; Epirógu; Hepburn: Epirōgu)                                                      | 1:52                                                   |                                                        |                                                        |                                                        |                                                        |                                                        |                                                        |                                                        |
| 36.                                                    | Jami o nurikaero (闇を塗り変えろ; Hepburn: Yami o nurikaero) (előadó: Kikucsi Maszami)                | 4:53                                                   |                                                        |                                                        |                                                        |                                                        |                                                        |                                                        |                                                        |
| 37.                                                    | All Need is Rave                                                                                      | 6:27                                                   |                                                        |                                                        |                                                        |                                                        |                                                        |                                                        |                                                        |
| 1:09:45                                                | |                                                        |                                                        |                                                        |                                                        |                                                        |                                                        |                                                        |                                                        |

#### Rave Original Soundtrack III – Music Side
| Rave Original Soundtrack III – Music Side dallista | Rave Original Soundtrack III – Music Side dallista                                                                | Rave Original Soundtrack III – Music Side dallista | Rave Original Soundtrack III – Music Side dallista | Rave Original Soundtrack III – Music Side dallista | Rave Original Soundtrack III – Music Side dallista | Rave Original Soundtrack III – Music Side dallista | Rave Original Soundtrack III – Music Side dallista | Rave Original Soundtrack III – Music Side dallista | Rave Original Soundtrack III – Music Side dallista |
| #                                                  | Cím | Hossz                                              |                                                    |                                                    |                                                    |                                                    |                                                    |                                                    |                                                    |
| -------------------------------------------------- | --- | -------------------------------------------------- | -------------------------------------------------- | -------------------------------------------------- | -------------------------------------------------- | -------------------------------------------------- | -------------------------------------------------- | -------------------------------------------------- | -------------------------------------------------- |
| 1.                                                 | Higher and Higher (anime-változat) (előadó: Kumoko)                                                               | 1:33                                               |                                                    |                                                    |                                                    |                                                    |                                                    |                                                    |                                                    |
| 2.                                                 | Sitó (死闘; Hepburn: Shitō)                                                                                       | 1:54                                               |                                                    |                                                    |                                                    |                                                    |                                                    |                                                    |                                                    |
| 3.                                                 | Elie no kanasimi (エリーの悲しみ; Erí no kanasimi; Hepburn: Erī no kanashimi)                                     | 3:21                                               |                                                    |                                                    |                                                    |                                                    |                                                    |                                                    |                                                    |
| 4.                                                 | Griffon Kató (グリフォン加藤; Gurifon Kató; Hepburn: Gurifon Katō)                                                | 1:32                                               |                                                    |                                                    |                                                    |                                                    |                                                    |                                                    |                                                    |
| 5.                                                 | Onszoku no ken Silfarion (音速の剣 シルファリオン; Onszoku no ken Sirufarion; Hepburn: Onsoku no ken Shirufarion) | 1:44                                               |                                                    |                                                    |                                                    |                                                    |                                                    |                                                    |                                                    |
| 6.                                                 | Haru – Fuan (ハル・不安)                                                                                          | 4:08                                               |                                                    |                                                    |                                                    |                                                    |                                                    |                                                    |                                                    |
| 7.                                                 | 3173 no onna (3173の女)                                                                                           | 4:04                                               |                                                    |                                                    |                                                    |                                                    |                                                    |                                                    |                                                    |
| 8.                                                 | Haru – Futatabi (ハル・再び)                                                                                      | 3:11                                               |                                                    |                                                    |                                                    |                                                    |                                                    |                                                    |                                                    |
| 9.                                                 | Jaszuragi (安らぎ; Hepburn: Yasuragi)                                                                             | 4:37                                               |                                                    |                                                    |                                                    |                                                    |                                                    |                                                    |                                                    |
| 10.                                                | Rave Master no tatakai (レイヴマスターの戦い; Reivumaszutá no tatakai; Hepburn: Reivumasutā no tatakai)           | 1:50                                               |                                                    |                                                    |                                                    |                                                    |                                                    |                                                    |                                                    |
| 11.                                                | Garage-tó no nicsinicsi (ガラージュ島の日々; Garádzsu-tó no nicsinicsi; Hepburn: Garāju-tō no nichinichi)         | 3:04                                               |                                                    |                                                    |                                                    |                                                    |                                                    |                                                    |                                                    |
| 12.                                                | Plue na nicsidzsó (プルーな日常; Purú na nicsidzsó; Hepburn: Purū na nichijō)                                     | 1:22                                               |                                                    |                                                    |                                                    |                                                    |                                                    |                                                    |                                                    |
| 13.                                                | Silver Rhythm no Musica (シルバリズムのムジカ; Sirubarizumu no Muszika; Hepburn: Shirubarizumu no Musika)         | 1:26                                               |                                                    |                                                    |                                                    |                                                    |                                                    |                                                    |                                                    |
| 14.                                                | Tanchimo (タンチモ; Tancsimo)                                                                                     | 1:12                                               |                                                    |                                                    |                                                    |                                                    |                                                    |                                                    |                                                    |
| 15.                                                | Hen na ikimono no hen na szeitai (変な生き物の変な生態; Hepburn: Hen na ikimono no hen na seitai)                 | 1:02                                               |                                                    |                                                    |                                                    |                                                    |                                                    |                                                    |                                                    |
| 16.                                                | Shiba no kako (シバの過去; Siba no kako)                                                                          | 2:09                                               |                                                    |                                                    |                                                    |                                                    |                                                    |                                                    |                                                    |
| 17.                                                | Rjúdzsin Ret (竜神・レット; Rjúdzsin Retto; Hepburn: Ryūjin Retto)                                                | 1:57                                               |                                                    |                                                    |                                                    |                                                    |                                                    |                                                    |                                                    |
| 18.                                                | Hosifuri no Csi (星降りの地; Hepburn: Hoshifuri no Chi)                                                           | 0:55                                               |                                                    |                                                    |                                                    |                                                    |                                                    |                                                    |                                                    |
| 19.                                                | Atarasii teki (新しい敵; Hepburn: Atarashii teki)                                                                 | 1:18                                               |                                                    |                                                    |                                                    |                                                    |                                                    |                                                    |                                                    |
| 20.                                                | Orashion Seis (オラシオンセイス; Orasion Szeiszu; Hepburn: Orashion Seisu)                                        | 2:35                                               |                                                    |                                                    |                                                    |                                                    |                                                    |                                                    |                                                    |
| 21.                                                | Elie no kioku (エリーの記憶; Erí no kioku; Hepburn: Erī no kioku)                                                 | 2:56                                               |                                                    |                                                    |                                                    |                                                    |                                                    |                                                    |                                                    |
| 22.                                                | King (キング; Kingu)                                                                                              | 2:05                                               |                                                    |                                                    |                                                    |                                                    |                                                    |                                                    |                                                    |
| 23.                                                | Gale to King – Higeki (ゲイルとキング・悲劇; Geiru to Kingu – Higeki)                                             | 3:18                                               |                                                    |                                                    |                                                    |                                                    |                                                    |                                                    |                                                    |
| 24.                                                | Tabi no cuzuki (旅の続き; Hepburn: Tabi no tsuzuki)                                                               | 2:39                                               |                                                    |                                                    |                                                    |                                                    |                                                    |                                                    |                                                    |
| 25.                                                | Szosite, heion na nicsidzsó (そして、平穏な日々; Hepburn: Soshite, heion na nichijō)                              | 3:12                                               |                                                    |                                                    |                                                    |                                                    |                                                    |                                                    |                                                    |
| 26.                                                | Hikouszen (飛行船; Hepburn: Hikousen) (anime-változat) (előadó: Kumoko)                                           | 1:32                                               |                                                    |                                                    |                                                    |                                                    |                                                    |                                                    |                                                    |
| 1:00:36                                            | |                                                    |                                                    |                                                    |                                                    |                                                    |                                                    |                                                    |                                                    |

#### Rave Drama & Character Song – Variety Side
| Rave Drama & Character Song – Variety Side dallista | Rave Drama & Character Song – Variety Side dallista | Rave Drama & Character Song – Variety Side dallista | Rave Drama & Character Song – Variety Side dallista | Rave Drama & Character Song – Variety Side dallista | Rave Drama & Character Song – Variety Side dallista | Rave Drama & Character Song – Variety Side dallista | Rave Drama & Character Song – Variety Side dallista | Rave Drama & Character Song – Variety Side dallista | Rave Drama & Character Song – Variety Side dallista |
| #                                                   | Cím                                                 | Hossz                                               |                                                     |                                                     |                                                     |                                                     |                                                     |                                                     |                                                     |
| --------------------------------------------------- | --------------------------------------------------- | --------------------------------------------------- | --------------------------------------------------- | --------------------------------------------------- | --------------------------------------------------- | --------------------------------------------------- | --------------------------------------------------- | --------------------------------------------------- | --------------------------------------------------- |
| 1.                                                  | Track 01                                            | 1:32                                                |                                                     |                                                     |                                                     |                                                     |                                                     |                                                     |                                                     |
| 2.                                                  | Track 02                                            | 3:26                                                |                                                     |                                                     |                                                     |                                                     |                                                     |                                                     |                                                     |
| 3.                                                  | Track 03                                            | 5:19                                                |                                                     |                                                     |                                                     |                                                     |                                                     |                                                     |                                                     |
| 4.                                                  | Track 04                                            | 3:40                                                |                                                     |                                                     |                                                     |                                                     |                                                     |                                                     |                                                     |
| 5.                                                  | Track 05                                            | 2:19                                                |                                                     |                                                     |                                                     |                                                     |                                                     |                                                     |                                                     |
| 6.                                                  | Track 06                                            | 2:43                                                |                                                     |                                                     |                                                     |                                                     |                                                     |                                                     |                                                     |
| 7.                                                  | Track 07                                            | 4:07                                                |                                                     |                                                     |                                                     |                                                     |                                                     |                                                     |                                                     |
| 8.                                                  | Track 08                                            | 1:56                                                |                                                     |                                                     |                                                     |                                                     |                                                     |                                                     |                                                     |
| 9.                                                  | Track 09                                            | 1:14                                                |                                                     |                                                     |                                                     |                                                     |                                                     |                                                     |                                                     |
| 10.                                                 | Track 10                                            | 3:56                                                |                                                     |                                                     |                                                     |                                                     |                                                     |                                                     |                                                     |
| 11.                                                 | Track 11                                            | 3:44                                                |                                                     |                                                     |                                                     |                                                     |                                                     |                                                     |                                                     |
| 12.                                                 | Track 12                                            | 4:53                                                |                                                     |                                                     |                                                     |                                                     |                                                     |                                                     |                                                     |
| 13.                                                 | Track 13                                            | 1:25                                                |                                                     |                                                     |                                                     |                                                     |                                                     |                                                     |                                                     |
| 14.                                                 | Track 14                                            | 1:34                                                |                                                     |                                                     |                                                     |                                                     |                                                     |                                                     |                                                     |
| 15.                                                 | Track 15                                            | 6:09                                                |                                                     |                                                     |                                                     |                                                     |                                                     |                                                     |                                                     |
| 47:57                                               |                                                     |                                                     |                                                     |                                                     |                                                     |                                                     |                                                     |                                                     |                                                     |

#### Rave Master: Music Side
| Rave Master: Music Side dallista | Rave Master: Music Side dallista                                                            | Rave Master: Music Side dallista | Rave Master: Music Side dallista | Rave Master: Music Side dallista | Rave Master: Music Side dallista | Rave Master: Music Side dallista | Rave Master: Music Side dallista | Rave Master: Music Side dallista | Rave Master: Music Side dallista |
| #                                | Cím                                                                                         | Hossz                            |                                  |                                  |                                  |                                  |                                  |                                  |                                  |
| -------------------------------- | ------------------------------------------------------------------------------------------- | -------------------------------- | -------------------------------- | -------------------------------- | -------------------------------- | -------------------------------- | -------------------------------- | -------------------------------- | -------------------------------- |
| 1.                               | Higher and Higher (anime-változat) (előadó: Kumoko)                                         | 1:31                             |                                  |                                  |                                  |                                  |                                  |                                  |                                  |
| 2.                               | Mortal Combat (eredeti cím: Sitó)                                                           | 1:50                             |                                  |                                  |                                  |                                  |                                  |                                  |                                  |
| 3.                               | Elie’s Sorrow (eredeti cím: Elie no kanasimi)                                               | 3:18                             |                                  |                                  |                                  |                                  |                                  |                                  |                                  |
| 4.                               | Griffon Kato                                                                                | 1:30                             |                                  |                                  |                                  |                                  |                                  |                                  |                                  |
| 5.                               | Velocity Sword Silfolion (eredeti cím: Onszoku no ken Silfarion)                            | 1:42                             |                                  |                                  |                                  |                                  |                                  |                                  |                                  |
| 6.                               | Haru – Anxiety (eredeti cím: Haru – Fuan)                                                   | 4:06                             |                                  |                                  |                                  |                                  |                                  |                                  |                                  |
| 7.                               | Woman of 3173 (eredeti cím: 3173 no onna)                                                   | 4:02                             |                                  |                                  |                                  |                                  |                                  |                                  |                                  |
| 8.                               | Haru – Once More (eredeti cím: Haru – Futatabi)                                             | 3:08                             |                                  |                                  |                                  |                                  |                                  |                                  |                                  |
| 9.                               | Peace of Mind (eredeti cím: Jaszuragi)                                                      | 4:36                             |                                  |                                  |                                  |                                  |                                  |                                  |                                  |
| 10.                              | Fight of the Rave Master (eredeti cím: Rave Master no tatakai)                              | 1:48                             |                                  |                                  |                                  |                                  |                                  |                                  |                                  |
| 11.                              | Days at Garage Island (eredeti cím: Garage-tó no nicsinicsi)                                | 3:02                             |                                  |                                  |                                  |                                  |                                  |                                  |                                  |
| 12.                              | Plue’s Days (eredeti cím: Plue na nicsidzsó)                                                | 1:21                             |                                  |                                  |                                  |                                  |                                  |                                  |                                  |
| 13.                              | Musica of Silver Claimer (eredeti cím: Silver Rhythm no Musica)                             | 1:25                             |                                  |                                  |                                  |                                  |                                  |                                  |                                  |
| 14.                              | Tanchimo                                                                                    | 1:11                             |                                  |                                  |                                  |                                  |                                  |                                  |                                  |
| 15.                              | The Strange Creature’s Strange Mode of Life (eredeti cím: Hen na ikimono no hen na szeitai) | 0:59                             |                                  |                                  |                                  |                                  |                                  |                                  |                                  |
| 16.                              | Shiba’s Past (eredeti cím: Shiba no kako)                                                   | 2:07                             |                                  |                                  |                                  |                                  |                                  |                                  |                                  |
| 17.                              | Dragon God, Ret (eredeti cím: Rjúdzsin Ret)                                                 | 1:56                             |                                  |                                  |                                  |                                  |                                  |                                  |                                  |
| 18.                              | Land of Star-Filled Sky (eredeti cím: Hosifuri no Csi)                                      | 0:54                             |                                  |                                  |                                  |                                  |                                  |                                  |                                  |
| 19.                              | New Enemy (eredeti cím: Atarasii teki)                                                      | 1:17                             |                                  |                                  |                                  |                                  |                                  |                                  |                                  |
| 20.                              | Orashionseisu                                                                               | 2:33                             |                                  |                                  |                                  |                                  |                                  |                                  |                                  |
| 21.                              | Elie’s Memory (eredeti cím: Elie no kioku)                                                  | 2:54                             |                                  |                                  |                                  |                                  |                                  |                                  |                                  |
| 22.                              | King                                                                                        | 2:03                             |                                  |                                  |                                  |                                  |                                  |                                  |                                  |
| 23.                              | Gale and King – Tragedy (eredeti cím: Gale to King – Higeki)                                | 3:16                             |                                  |                                  |                                  |                                  |                                  |                                  |                                  |
| 24.                              | A Continuation of a Journey (eredeti cím: Tabi no cuzuki)                                   | 2:35                             |                                  |                                  |                                  |                                  |                                  |                                  |                                  |
| 25.                              | Then, Peaceful Days (eredeti cím: Szosite, heion na nicsidzsó)                              | 3:10                             |                                  |                                  |                                  |                                  |                                  |                                  |                                  |
| 26.                              | Airship (anime-változat) (eredeti cím: Hikouszen, előadó: Kumoko)                           | 1:32                             |                                  |                                  |                                  |                                  |                                  |                                  |                                  |
| 59:46                            |                                                                                             |                                  |                                  |                                  |                                  |                                  |                                  |                                  |                                  |